# باول جيمس روني
باول جيمس روني (بالإنجليزية: Paul James Rooney)‏ هو مصمم رقص بريطاني، ولد في 21 ديسمبر 1984.